# Kenneth Rocafort
Kenneth Rocafort (né le 29 janvier 1977) est un illustrateur portoricain de comic books, connu pour son travail sur des titres comprenant Superman, Red Hood and the Outlaws, Astonishing Tales: Wolverine/Punisher, Teen Titans et Ultimates.

## Carrière
Kenneth Rocafort a travaillé dans divers domaines de l'industrie du divertissement comme le théâtre, le storyboard pour la publicité, les comics, les magazines, les jeux de cartes et il a illustré des boîtes de jouets et de jeux vidéo. Il était chargé du design et de la préparation de la scène pour diverses œuvres théâtrales à l'intérieur et à l'extérieur de l'Université de Porto Rico, et il a parfois conçu la garde-robe. Dans l'animation, il a travaillé dans le domaine du storyboard et de la conception des personnages. Il a illustré les boîtes à jouets pour les véhicules des G.I. Joe (R.O.C.C. et R.H.I.N.O.) pour Hasbro et il a également dessiné la couverture du jeu vidéo pour PS2, Samurai Western.
Il a d'abord commencé dans les comics en 2006, chez Top Cow, comme remplaçant de Marc Silvestri sur les dessins d'un numéro de la série Hunter-Killer, avant de passer à la série Madame Mirage de Paul Dini.
En 2011, Rocafort a commencé à travailler pour DC comics. De 2011 à 2012, il a été l'artiste sur la série Red Hood and the Outlaws.
En 2012, il a travaillé sur Superman (post New 52) qui est écrit par Scott Lobdell.
De 2014 à 2015, il travaille sur la série des New Teen Titans (qui est relancé au numéro 1). Elle est écrite par Will Pfeifer. Certains dessins produits pour la promotion de la série lancèrent un débat sur le sexisme dans les comics.
En 2015, il a commencé à travailler sur la série des All-New All-Different Marvel, The Ultimates, avec l'écrivain Al Ewing.
Son père et son frère travaillent tous deux comme graphistes.

## Publications

### DC Comics
- Superman #709 (Mai 2011) (couverture seulement)
- Action Comics #901 - #904 (juillet 2011 - octobre 2011)
- T. H. U. N. D. E. R. Agents #5 (Mai 2012) (couverture seulement)
- The New 52 FCBD Édition Spéciale #1 (juin 2012)
- Red Hood and the Outlaws #1 - #14, #0 (novembre 2011 - janvier 2013). Présents dans les éditions reliées Vol. 1: Redemption  (ISBN 978-1401237127) et Vol. 2: The Starfire  (ISBN 978-1401240905)
- Red Hood and the Outlaws (vol 2) #8 - présent, (Mars 2017)
- Superman Annual #1 (Octobre 2012)
- Superman (vol 2) #0, #13 - #19, #22 - 23, #25 - #27 (novembre 2012 - janvier 2014)
- Superman (vol. 3) #1-#11 couvertures variantes (juin 2016 novembre 2016)
- Threshold #1 (couverture variante - Mars 2013)
- Batman #9 (vol. 2) (janvier 2013)
- Young Romance: The New 52 Valentine's Day Special #1 (avril 2013)[6]
- Justice League #18 (couverture variante - Mai 2013)
- Superboy (vol 5) #20, #25 (juillet 2013 et janvier 2014)
- Batman/Superman #1 (Batman et Superman couverture variante - août 2013)
- Action Comics Annual #2 (Décembre 2013)
- Supergirl #25 et #30 (janvier et juin 2014)
- Batman Black and White #4 (février 2014)
- Superman: Lois Lane #1 (Avril 2014)
- Batman/Superman Annual #1 (Mai 2014)
- Teen Titans (vol. 4) #30 (juin 2014)
- Teen Titans (vol 5) #1-9 (septembre 2014 - juin 2015). Présents dans les éditions reliées Vol. 1: Blinded by the Light  (ISBN 978-1401252373) et Vol. 2: Rogue Targets  (ISBN 978-1401261627)
- Sideways #1 - (Mars 2018 -)

### Marvel Comics
- Astonishing Tales: Wolverine/Punisher (2008) #1 - #6 (Décembre 2008 - Mai 2009)[7]
- Astonishing Tales (vol 2) #1 - #6 (avril - septembre 2009)[8]
- Avengers #0 (octobre 2015) (couverture seulement)
- The Ultimates (vol. 4) #1 - (novembre 2015 - )

### Top Cow
- Hunter-Killer #9-12 (Novembre 2006 - Mars 2007)
- Madame Mirage (Mai 2007) : First Look - 'Who is Madame Mirage'
- Madame Mirage #1-6 (juin - décembre 2007)
- Broken Trinity Prelude (Mai 2008) - Juillet 2008
- Pilot Season: The Core #1 (septembre 2008)
- Cyblade #1 'Waking Life' (octobre 2008) (couverture seulement)
- CyberForce / Hunter-Killer First Look (Mai 2009)
- CyberForce / Hunter-Killer #1-5 (juillet 2009 - Mars 2010)
- Velocity #1-3 (juin 2010 - décembre 2010)
- Artefacts #1 (Juillet 2010)

### Autres travaux
- Victory #2 (septembre 2004 pour Image Comics) (couverture)
- The Cadre #1 - 'When Dreams Are Born'  (Juin 2005 pour Nifty Comics)
- Grimm Fairy Tales (2005) #23 (Février 2008 pour Zenescope Entertainment)
- Forty-Five (décembre 2009 pour Com.x avec divers autres artistes)